# Harlekinlori

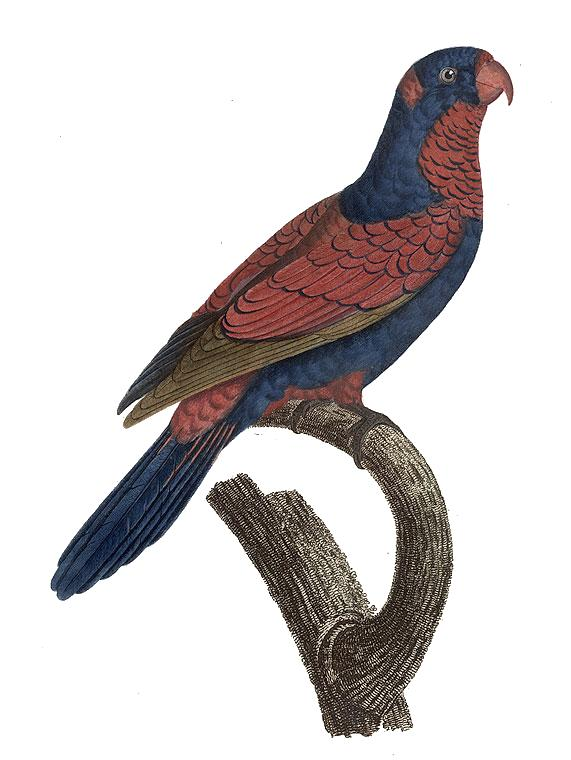
Harlekinlori (Eos histrio)

Der Harlekinlori (Eos histrio) auch Diademlori ist eine Papageienart aus der Gattung Rotloris. Er kommt endemisch auf den Sangihe-, Talaud- und Miangas-Inseln nördlich von Sulawesi (Indonesien) vor.

## Merkmale
Die Körperlänge des Harlekinlori beträgt 31 cm. Er ist die einzige Art der Gattung mit blauem Brustband und einem blauen Band vom Auge bis über die Ohrdecken. Mantel und Rücken sind blau, Schulterfedern, Schwungfedern und Hose schwarz, der Schwanz rötlich-violett. Vom Oberkopf bis zum Hinterkopf reicht ein violett-blauer Fleck. Der Schnabel ist orange.
Bei E. h. histrio reicht der blaue Augenstreif vom Auge über die Ohrdecken und den Halsseiten bis zum Blau des Mantels und des oberen Rückens. Die oberen Flügeldecken sind rot mit schwarzen Federspitzen. Die Flügeldecken bei E. h. talautensis sind weniger schwarz gefärbt. Bei E. h. challengeri berührt der blaue Augenstreif nicht den Mantel, das blaue Brustband ist weniger ausgedehnt und mit rot durchsetzt.

## Lebensweise
Der Harlekinlori lebt in Wäldern, besucht aber auch landwirtschaftliche Flächen. Seine Nahrung besteht aus Früchten und Insekten. Als Nistplätze dienen ihm Baumhöhlen hoher Bäume. Die wichtigste Brutzeit scheint Mai bis Juni zu sein, er nistet vermutlich aber auch in anderen Monaten.

## Unterarten und Verbreitung
Vom Harlekinlori werden drei Unterarten unterschieden:
- Der Harlekinlori (E. h. histrio (Statius Müller, 1776)) – die Nominatform lebt auf den Siau-, Ruang- und Sangihe-Inseln.
- Der Talaud-Harlekinlori (E. h. talautensis Meyer & Wiglesworth, 1894) – ist auf den drei Talaudinseln Karakelong, Salebabu und Kabaruang zu finden.
- Der Nenusa-Harlekinlori (E. h. challengeri Salvadori, 1891) – von Nenusa und/oder Miangas.

## Gefährdung und Schutz
Der Harlekinlori ist durch den Verlust von Lebensraum und durch ganzjährigen Fang, besonders für den lokalen Handel mit Ziervögeln, gefährdet. Auf den Talaud-Inseln ist der Harlekinlori der am häufigsten anzutreffende Vogel in Menschenobhut. Der Einsatz von Insektiziden und die Übertragung von Krankheiten durch entkommene Vögel aus Käfighaltung sind weitere potentielle Gefahren. Auf Sangihe ist die Art, als Folge des Rückgangs der Tiefland Regenwälder, ausgestorben. Nach Einschätzung des Fonds für bedrohte Papageien ist einzig die Population auf der Insel Karakelong überlebensfähig.
Die International Union for Conservation of Nature and Natural Resources (IUCN) stuft den Harlekinlori auf Grund des sehr kleinen Verbreitungsgebietes und der Abnahme des Bestandes, in hohem Maße durch Fänge für den Handel, als stark gefährdet (Endangered, EN) ein. Er ist im Washingtoner Artenschutzübereinkommen (CITES) im Anhang I und in der EG-Verordnung 709/2010 [EG] im Anhang A gelistet und streng geschützt nach Bundesnaturschutzgesetz [BG] (Status::s).

## Harlekinloris in Menschenhand
1871 wurden erstmals Harlekinloris in London ausgestellt. Wenige Tiere leben heute in spezialisierten Vogelparks und Zoos. Vereinzelte Nachzuchten sind erst seit 1995 belegt.